# Vladimir Albu
Vladimir Albu (21 ianuarie 1981, Medgidia - 2 august 2007, Mangalia) a fost un regizor român. A fost nepotul secretarului de stat în Ministerul Agriculturii, Gheorghe Albu.
Cunoscut datorită modului non-conformist de a aborda arta a șaptea, printr-o vizune excentrică, dar care nu părăsește zona cotidianului.apreciat de către publicul italian, nu reușește să câștige niciun premiu.
Coloborează împreună cu Dragoș Nicolae la mai multe proiecte cinematografice, ieșind în prim plan la festivalul de la Torino (2003) cu filmul "Lucifer", film de debut european.
În 2004 regizează "Dincolo de zona albastră", film documentar despre partea nedescoperită a litoralului și al orașului său natal Constanța.
Tot în 2004 regizează filmul de scurt metraj "În declin" în care descrie povestea unui personaj tânăr, Rocus, închis în blocurile de beton ale capitalei, care refuză orice contact cu lumea exterioară și care trăiește o dramă virtuală în casa sa.
2005 datorită micșorări anturajului său, publică scenariul filmului "Amurgul întârziat",
în care jocurile ascunse dintr-un grup de prieteni duc la acte violente inexplicabile.
2006 pornește la regizare filmului, dar datorită bugetului redus, renunță.
2007 regizează filmul de absolvire "The Fish" luând în considerare și de această dată ideiile lui Nicolae Dragoș
Ca și colegul său de breaslă mult mai faimos Cristian Nemescu își pierde viața într-un accident rutier, la câteva zile de la moartea unuia dintre idolii săi, Michelangelo Antonioni.